# プライム・ヘッド
座標: 南緯63度12分48.37秒 西経57度18分5.28秒 / 南緯63.2134361度 西経57.3014667度
プライム・ヘッド(Prime Head)は南極半島並びに南極大陸において最北端の岬である。トリニティ半島に位置しており、雪で覆われて海に突き出している。北側は南極海峡を隔ててサウス・シェトランド諸島に対峙する。この岬の近傍にはかつてシフレーという名前が付けられていた。これは1837年から1840年にかけて、フランスのジュール・デュモン・デュルヴィルの率いる探検隊が命名した名称であり、かつてはデュルヴィルが描写したここの情景から、この地点がシフレーと認められていたのである。しかし、デュルヴィルが「シフレー岬」と呼んだ場所は英国南極地名委員会によって、正しくはここではなくここから東南東に3.2 kmほどの場所にある別の岬を指していたことが判明しており、現在ではそちらの岬がシフレー・ポイントと呼ばれている。プライム・ヘッドという名前は英国南極地名委員会が1963年に命名したものであり、この岬が南極半島の最北端にあり、南極を訪れる者が初めて目にする南極大陸の地形となることを仄めかした名称となっている。